# 槇岡瞭介
槇岡 瞭介（まきおか りょうすけ、1995年8月1日 - ）は、日本の元子役、タレントである。

## 出演

### テレビドラマ
- ドレミノテレビ（NHK) - レギュラー
- 1ポンドの福音（日本テレビ)- 三鷹秀夫（幼少） 役
- 嗚呼!バラ色の珍生!!（日本テレビ）
- 火曜サスペンス劇場 凍えついた夫婦（日本テレビ）
- 快傑熟女!心配ご無用 (TBS)
- 陰陽師生放送SP（TBS） - 長男 役
- スペシャルドラマちびまる子ちゃん（フジテレビ) - 永沢君男 役[1]
- 火曜ワイド 愛と感動のスペシャル-「四行の手紙-」（フジテレビ） - 加藤寛人 役
- 金曜ナイトドラマ「未来講師めぐる」（テレビ朝日) - 吉田シンゴ 役[2]
- スペシャルドラマ「いのちのいろえんぴつ」(テレビ朝日） - 山下卓 役
- 炎のチャレンジャー（テレビ朝日）
- 仮面ライダークウガ（テレビ朝日）
- 特捜TVガブリンチョ（テレビ朝日）
- 目撃!ドキュン（テレビ朝日） - 長男 役
- ドン★キホーテ（日本テレビ） - 鯖島仁（幼少） 役

### 映画
- 死にぞこないの青 - 小村ミチオ 役
- 花田少年史 幽霊と秘密のトンネル - 友人 役
- 劇場版 仮面ライダー響鬼と7人の戦鬼（2005年） - 農民の子供 役[3]

### CM
- ハドソン 絶対音感オトダマスター
- マクドナルド ハッピーセット
- 東北電力
- サークルKサンクス ハッピーカモンフェア
- ミツカン おむすび山
- スニッカーズ t.A.T.u.篇

### PV
- 堀内孝雄with五木ひろし『ふたりで竜馬をやろうじゃないか』
- elliott